# انتخابات الرئاسة التشيلية 2005–6
انتخابات الرئاسة التشيلية 2005–6 هي الانتخابات الرئاسية التي جرت في 2006، لانتخاب رئيس تشيلي، فاز بالانتخابات ميشال باشليت.